# Anguistri
Anguistri (grec: Αγκίστρι) és una de les Illes Saròniques, que pertany a la prefectura de l'Àtica, Grècia. És al golf Sarònic, a l'oest de l'illa d'Egina.

## Geografia
Està situada al golf Sarònic, a 3,5 quilòmetres a l'oest del port de l'illa d'Egina. Hi ha quatre nuclis de població a l'illa:
- Milos o Megalochori: El poble més habitat de l'illa, situat a l'extrem nord d'aquesta. Té port i platges, així com hotels i apartaments turístics. Acull el despatx de l'alcalde del municipi d'Anguistri.[1]
- Skala: A vint minuts caminant des de Milos per la carretera de la costa. Situada a una platja de sorra, és predominantment turística, amb diferents hotels, restaurants i botigues. Acull el port natural on hi ha el moll d'on surt el ferry cap a l'illa d'Egina i el Pireu.
- Limenaria: A deu minuts conduint des de Milos, és un poble residencial sense instal·lacions turístiques.
- Metochi: Situat sobre els turons propers a Milos i Skala. És el punt d'inici de diverses rutes per l'illa.[2]

## Història
Es considera que Anguistri havia estat coneguda antigament com a Cecrifalea (Κεκρυφάλεια) mencionada per Plini, i altres historiadors com Tucídides i Diodor. Segons aquests dos últims a prop de Cecrifalea va tenir lloc una batalla naval al 459 aC on els atenencs van derrotar les flotes d'Egina, Epidaure i Corint. No s'han fet excavacions arqueològiques a l'illa, però certes àrees de l'illa mostren rastres d'assentaments antics.